# Passo di Monte Croce Carnico
Il passo di Monte Croce Carnico (Plöckenpass in tedesco, Pas di Mont di Crôs in friulano -  1.360 m), è un valico alpino delle Alpi Sud-orientali (Alpi Carniche e della Gail - Catena carnica principale), che si trova lungo il confine di stato italo-austriaco, collegando l'Italia (Carnia - Paluzza-Timau) a sud all'Austria (Carinzia - distretto di Hermagor - Kötschach-Mauthen) a nord.

## Descrizione

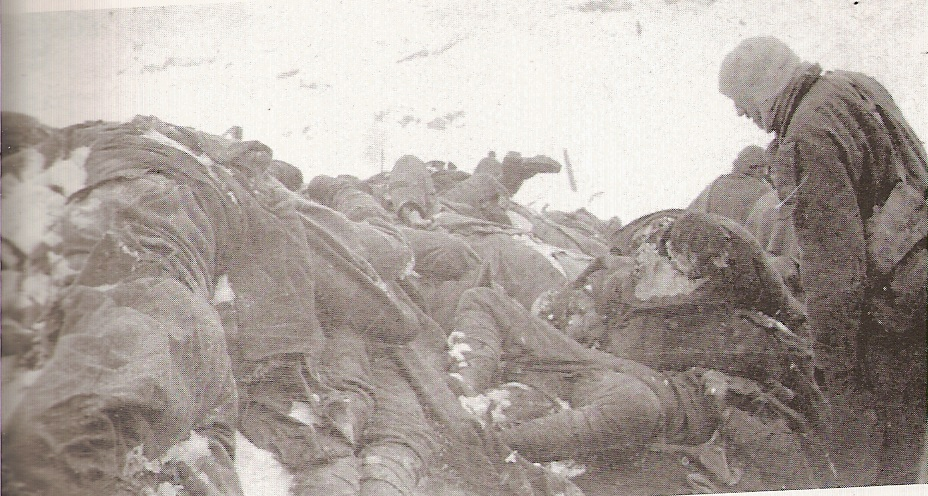
Morti da una valanga sul Pal Piccolo nella grande guerra

Si presenta come uno stretto e profondo intaglio aperto tra le pareti della Creta di Collinetta (2.238 m) a ovest e del Pal Piccolo (1.866) a est, dividendo la Catena carnica occidentale da quella orientale. Nelle vicinanze del passo, ad ovest, sorge il Monte Coglians (Hohe Warte in tedesco), il più alto rilievo delle Alpi Carniche, con i suoi 2.780 metri. La strada che arriva al Passo sale dal paese di Timau, in Italia, e scende, in alcuni punti con forte pendenza, verso il paese di Mauthen in Austria, nella valle del Gail (Gailtal in tedesco). Il confine tra Italia ed Austria si trova proprio in cima al passo.

## Storia
Frequentato fin dall'antichità, come testimoniano i ritrovamenti di antiche monete romane e la presenza, nelle immediate adiacenze, di 3 iscrizioni romane, le cime che sovrastano il passo di Monte Croce Carnico (Creta di Collinetta, Pal Piccolo, Pal Grande, Freikofel) sono tuttora tristemente famose in quanto divennero zona di aspri combattimenti nel corso della prima guerra mondiale, come testimoniano ancor'oggi le fortificazioni tuttora presenti.
Tra i due conflitti mondiali vennero inoltre qui costruite diverse opere fortificate appartenenti al cosiddetto "Vallo Alpino Littorio", in parte riadattando vecchie opere risalenti alla Grande Guerra, in parte ex-novo. Tali fortificazioni sono state poi utilizzate dall'Esercito Italiano e dismesse nei primi anni novanta dello scorso secolo. Nel 1945 il Passo vide la drammatica ritirata dei Cosacchi verso l'Austria dopo aver occupato la Carnia a seguito dell'operazione La Kosakenland.

## Percorribilità
Nella notte tra il 1 ed il 2 dicembre 2023 un'enorme frana ha provocato gravi danni alla strada del passo lungo i tornanti finali del versante italiano, danneggiando anche le gallerie. Il crollo pare imputabile alle consistenti piogge associate allo sbalzo di temperatura avvenuto nel giro di poche ore nella regione con una escursione di 15 gradi (da -5 a +10°C).
Da allora il traffico transfrontaliero è stato interrotto dal km 26,500 al km 32,900, ovvero dopo l'abitato di Timau, ultimo paese prima del valico, con la riapertura che non è avvenuta prima di inizio 2025.
Percorsi alternativi o un traforo sono ipotesi che vengono discusse da decenni, ma i primi non garantirebbero assenza di altri crolli, mentre il secondo è molto costoso e ha sempre incontrato il parere contrario degli ambientalisti austriaci .